# Otto Friedrich Bach

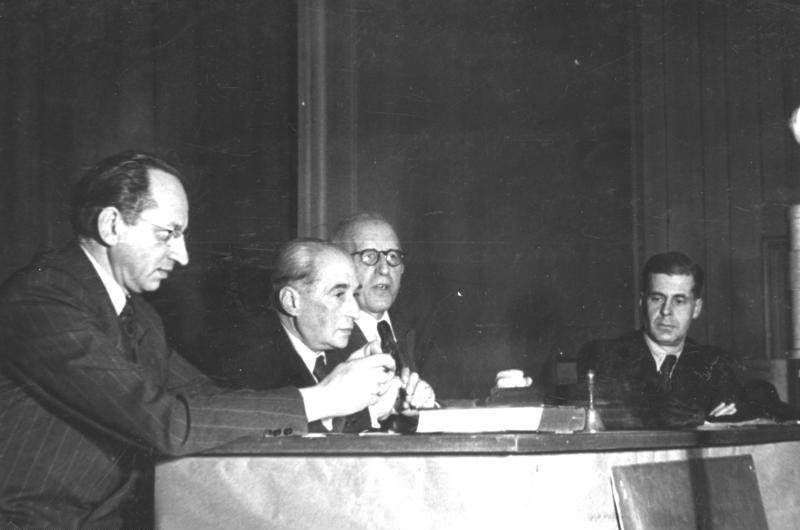
Otto Bach (links) 1949 bei einer öffentlichen Diskussion im RIAS mit Joachim Tiburtius (CDU, Mitte mit Brille) und Carl-Hubert Schwennicke (FDP, rechts).

Otto Friedrich Bach (* 22. Dezember 1899 in Stuttgart; † 28. Juli 1981 in West-Berlin) war ein Berliner SPD-Politiker.

## Leben

### Ausbildung
Otto Friedrich Bach war der Sohn des Zimmermanns Karl Bach. Nach dem Abschluss der Schulbildung durchlief er von 1915 bis 1918 eine kaufmännische Lehre im Papier- und Schreibwarengroßhandel.

### Berufstätigkeit
In den Jahren 1921 bis 1933 war er am Aufbau des Berliner Zweig-Amtes des Internationalen Arbeitsamtes in Genf unter Leitung des ehemaligen Reichsarbeitsministers Alexander Schlicke beteiligt. In der Zeit von 1934 bis ca. 1937 verwaltete Bach in Genf das ins Ausland gerettete Erbe des Widerstandskämpfers Robert Keller vom Roten Stoßtrupp. Beide Männer trafen sich öfters zu Besprechungen in Genf. Dass Bach nach dem Krieg mit Otto Ostrowski für ein weiteres wichtiges Mitglied der Widerstandsgruppe arbeitete und Curt Bley ihn als Zeugen seiner illegalen Arbeit benannte, nährt den Verdacht, dass Bach zumindest Sympathisant der linkssozialistischen Sammlungsbewegung war.
Während des Dritten Reichs war Bach bis 1940 beim Arbeitsamt in Genf tätig. Bach war Mitarbeiter an einem „Zentralamt für internationale Arbeitsgestaltung“, welches dem Arbeitswissenschaftlichen Institut AWI der DAF angegliedert war. In dieser Funktion war er 1941 beteiligt an der Plünderung der Filiale des Internationalen Arbeitsamts in Paris.
1941 bis 1944 arbeitete Bach in Paris, wo er dem Vorstand der deutschen Handelskammer angehörte. Im Juni 1944 wurde er wegen „staatsfeindlicher Haltung“ von der Deutschen Botschaft auf Veranlassung des SD aus Frankreich ausgewiesen und wurde im November 1944 noch als Lastkraftfahrer zur Wehrmacht eingezogen.
Nach Kriegsende war Bach in Hamburg als Dolmetscher und Referent beim Britischen Militärkommandanten in Hamburg-Bergedorf tätig.

### Politischer Werdegang

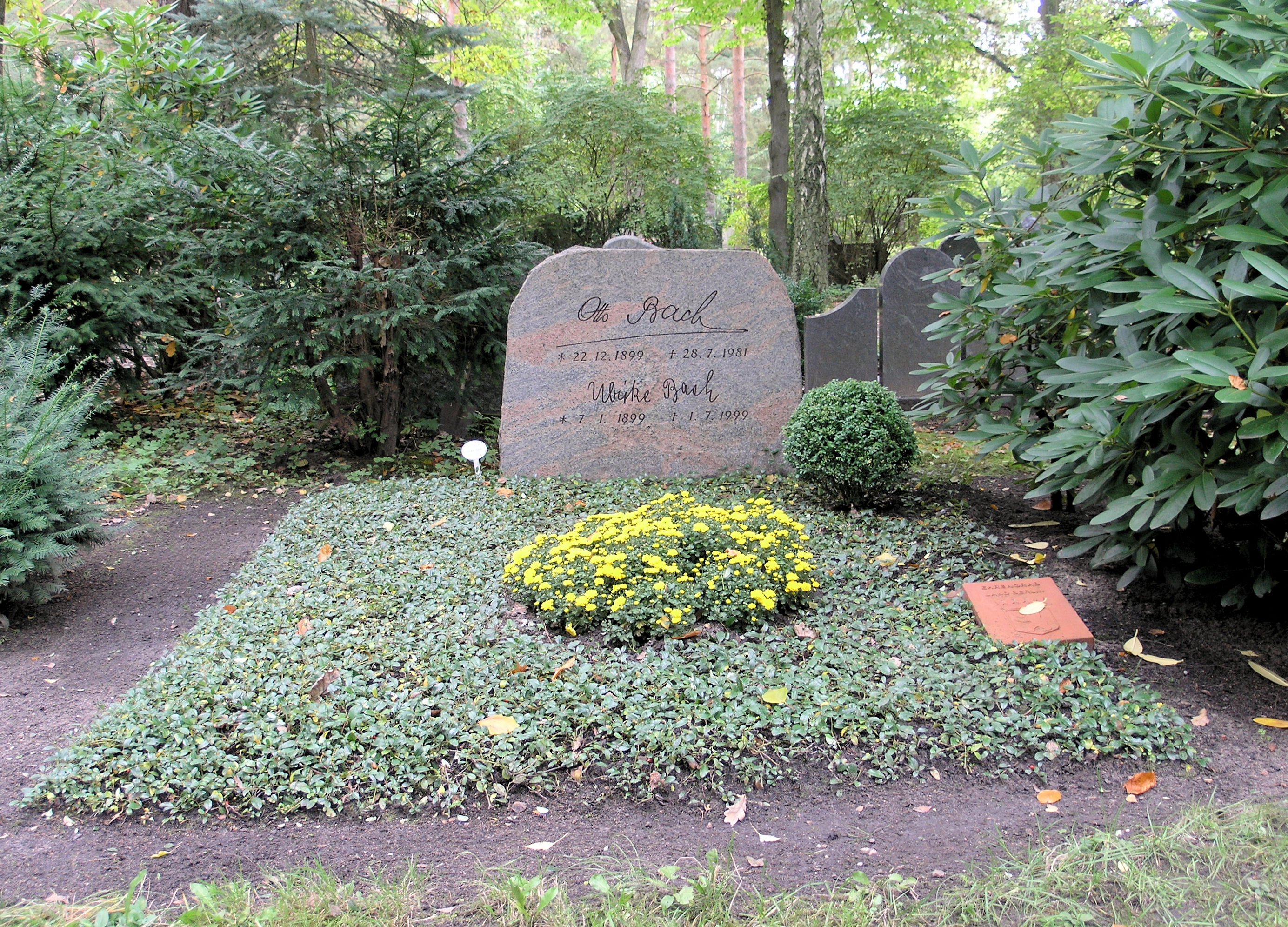
Ehrengrab, Potsdamer Chaussee 75, in Berlin-Nikolassee

In den Berliner Magistraten Ostrowski, Reuter und Schroeder übernahm Bach das Hauptamt für Gesamtplanung. Daneben leitete er bis 1946 das Wirtschaftliche Sekretariat im Zentralausschuss der SPD.

### Öffentliche Ämter
Bereits 1946 ist Otto Bach Stadtverordneter der SPD geworden. 4 Jahre später wurde er vom Regierenden Bürgermeister Reuter zum Senator für das Sozialwesen berufen und übte dieses Amt bis zu Reuters Tod 1953 aus.
1954 schied er aus dem Abgeordnetenhaus aus, kehrte aber 1958 wieder zurück und wurde am 28. September 1961 einstimmig zum neuen Präsidenten des Berliner Abgeordnetenhauses gewählt. Im März 1967 verzichtete er nach fast sechsjähriger Amtsführung auf eine erneute Kandidatur bei den Berliner Wahlen und trat in den Ruhestand. Seine von dem Bildhauer Heinz Spilker 1965 geschaffene Porträtbüste befindet sich in der Sammlung des Senats von Berlin.
Am 28. Juli 1981 starb Otto Bach im Alter von 81 Jahren in West-Berlin.
Bach wurde auf dem Waldfriedhof Zehlendorf in Berlin-Nikolassee beigesetzt. Die Grabstätte gehört zu den Ehrengräbern des Landes Berlin.

### Familie
Otto Friedrich Bach heiratete am 7. Juni 1924 Ulrike Wissell (1899–1999), die Tochter des deutschen Politikers Rudolf Wissell (1869–1962).

### Auszeichnung
1969: Stadtältester von Berlin